# Rocky Graziano
Pour les articles homonymes, voir Graziano.
Rocky Graziano est un boxeur américain né le 1er janvier 1919 et mort le 22 mai 1990 à New York.

## Biographie
Petit délinquant, déserteur, Thomas Rocco Barbella découvre dans une prison militaire qu’il est doué pour la boxe. À sa sortie, il signe un contrat avec le manager Cohen et prend le nom de Rocky Graziano. Il devient champion du monde de boxe des poids moyens entre 1947 et 1948.
On se souvient de lui pour trois intenses rencontres face à Tony Zale (les 2 premières étant considérées par Ring Magazine comme les combats de l'année 1946 et 1947). En 1991, tous deux furent introduits dans le célèbre International Boxing Hall of Fame.

## Cinéma et littérature
- 1955 : Marqué par la haine de Rocky Graziano, avec la collab. de Rowland Barber ; traduit de l'américain par Bruno Martin, Paris : Éditions France-Empire,1957. Trad. de "Somebody up There Likes Me : my life so far by Rocky Graziano, Simon and Schuster, 1955.
- 1956 : '"Marqué par la haine", film de Robert Wise  1956 avec Paul Newman, Pier Angeli, Everett Sloane.
- 1967 : Rocky Graziano apparaît dans le court rôle de Packy, ex-boxeur, aux côtés de Sinatra dans Tony Rome est dangereux de Gordon Douglas avec Frank Sinatra, Jill St John, Richard Conte, Gena Rowlands. Frank Sinatra évoquera un combat contre Jake LaMotta.